# Microsania australis
Microsania australis är en tvåvingeart som beskrevs av Collart 1938. Microsania australis ingår i släktet Microsania och familjen svampflugor. Inga underarter finns listade i Catalogue of Life.